# Конопелько, Зинаида Игнатьевна
Зинаида Игнатьевна Конопелько (25 декабря 1918, Богушевск, Западная область — 27 мая 1997, Витебск) — белорусская актриса

. Народная артистка Белорусской ССР (1972).

## Биография
2 апреля 1934 года поступила в студию Белорусского театра имени Якуба Коласа. Впервые на профессиональной сцене выступила в том же 1934 г. — в спектакле «Чудесный сплав» В. Киршона сыграла в массовке. С 1936 по 1997 работала в Белорусском национальном академическом драматическом театре имени Якуба Коласа. Ещё в студийные времена режиссёр Молчанов начал с Зинаидой Конопелько работать над ролью Павлинки по мотивам одноименной пьесы Янки Купалы.
Зинаида Игнатьевна вспоминала о встрече с Янкой Купалой во время гастролей в Минске:
Похоронена на Мазуринском кладбище Витебска.
Над могилой З. И. Конопелько установлен высокий чёрный постамент с бронзовым портретным бюстом и мемориальной табличкой.

## Роли в театре
- Настя («Нестерка», В.Вольский)
- Мавра («Правда и обида», М.Стельмах)
- Гонерилья («Король Лир», В.Шекспир)

## Фильмография
- 1943 Живи, родная Беларусь! — невеста

## Награды
- орден «Знак Почёта»
- медаль «За трудовое отличие» (25.02.1955)
- медаль Франциска Скорины (1996)
- Народная артистка Белорусской ССР (1972)